# 勒羅斯
勒羅斯（挪威語：Røros）是挪威特倫德拉格郡的市鎮，位於該國中南部，面積1,956平方公里，海拔高度630米，受大陸性氣候影響，每年平均降雨量約500毫米，2010年人口5,576，人口密度為每平方公里3.2人。

## 外部連結
- Municipal fact sheet from Statistics Norway
- History of Røros （页面存档备份，存于） （挪威文）
- World heritage site Røros
- Røros info （页面存档备份，存于） （挪威文）
- UNESCO Røros entry （页面存档备份，存于）
- Visitnorway.com Røros （页面存档备份，存于）
- Map hiking and DNT cabins （页面存档备份，存于）
- VR images of Røros
- Haugan, Røros, Norway （页面存档备份，存于）